# Diego Torres
Diego Antonio Caccia (Buenos Aires; 9 de marzo de 1971) es un actor, cantautor y músico argentino que cultiva el género pop latino. Es también actor ocasional, recordado en televisión por su papel en Los otros y nosotros, La banda del Golden Rocket y su protagónico en Los vecinos en guerra.
En cine ha participado en seis películas, entre las cuales las más destacadas fueron sus protagónicos en La furia, La venganza, Re Loca y Extraños en la noche, entre otras.
Ha editado un total de once discos de estudio, dos álbumes recopilatorios y dos discos en vivo, con altas ventas en Argentina, América y Europa. Ha vendido en toda su carrera más de 20 millones de discos, según su productora discográfica Sony Music (2015).
Ganador de diez Premios Gardel, tres Grammy Latino y tres premios MTV Latinoamérica, entre otros.
Entre sus mayores hits musicales se encuentra «Tratar de estar mejor», «Se que ya no volverás», «Penélope», «La última noche», «Color esperanza», «Abriendo caminos», «Sueños», «Usted», «Andando», «Guapa» y «Mi corazón se fue», entre muchos otros. Durante su carrera como cantante ha cosechado una extensa trayectoria de éxitos, récord de presentaciones consecutivas en el Luna Park, siendo el único artista pop argentino en llenar estadios de River y Vélez.[cita requerida] Diego Torres obtuvo Discos de Oro y multiplatino en toda Latinoamérica.

## Biografía
Diego Torres nació el 9 de marzo de 1971 en Buenos Aires. Es el menor de los cinco hijos de la cantante y actriz Lolita Torres y de Julio César "Lole" Caccia. Gracias a la profesión de su madre, desde pequeño creció rodeado de músicos y artistas que influyeron en su carrera.
Su primer proyecto musical fue una banda que se llamó La Marca. Paralelamente a este proyecto musical, en 1989, incursionó en la televisión como actor. Su banda desapareció en 1991, tras lo cual continuó como solista.
Su madre Lolita Torres falleció el 14 de septiembre de 2002, víctima de un paro cardiorrespiratorio.
Su padre Julio César "Lole" Caccia falleció el 24 de agosto de 2010, por insuficiencia cardíaca.

## Vida personal
Entre 1997 y 2005 formó pareja con la actriz colombiana Angie Cepeda. Entre 2005 y 2021 estuvo en pareja con la modelo y conductora argentina Débora Bello, con quien tuvo una hija, Nina, nacida en 2013.

## Carrera

### 1988-2000: Comienzos en la actuación y la música
Sus primeros pasos en el mundo del espectáculo fueron en 1988, debutó como actor participando en la película El profesor punk donde participó solo en algunas pequeñas escenas. Al año siguiente se inició en la música, en 1989 formó una banda llamada La Marca, que duró hasta 1991.
Más tarde debutó en televisión. Su primer papel fue en la serie Los otros y nosotros, en 1989, luego le siguió Las comedias de Darío Vittori, en 1990 y El gordo y el flaco en 1991. Además debutó en teatro en 1990, bajo dirección de Ricardo Darín en Pajáros in the Nait, al año siguiente protagonizó la obra infantil, El zorro.
Entre 1991 y 1993, protagonizó la telecomedia juvenil La banda del Golden Rocket, en El Trece juntó a Adrián Suar y Fabián Vena. La serie duró hasta 1993, contó con una temporada teatral en Mar del Plata.
El 8 de junio de 1992, simultáneo con la actuación, lanzó su álbum debut homónimo llamado Diego Torres. En dicha producción combinó el pop latino, la balada romántica y el rock. Realizó una gran gira latinoamericana, que lo catapultó fuera de las fronteras de su país. Contó con «Estamos juntos» y «Puedo decir que sí» como cortes de difusión.
El 22 de noviembre de 1994 lanzó su segundo álbum llamado Tratar de estar mejor bajo la producción de Cachorro López. De este álbum se desprendió el hit que dio nombre al disco, «Tratar de estar mejor», convirtiéndose en uno de los temas más exitosos del cantante. Más tarde presentó «Deja de pedir perdón» y «San salvador» como segunda y tercer sencillo respectivamente. Con este disco Diego resultó ser el artista argentino de mayores ventas y mayor convocatoria del año 94 y 95: sólo en Argentina vendió más 430 000 copias. Una gran gira latinoamericana lo catapultó fuera de las fronteras de Argentina.
A pesar de haber tenido múltiples propuestas actorales, la música acaparó gran parte de su carrera artística. Sin abandonar la actuación del todo, participó en ese mismo año en la película Una sombra ya pronto serás junto a la actriz Gloria Carra (su antigua compañera en La banda del Golden Rocket, además madre de su sobrina, Ángela Torres) y junto a otros grandes actores.
En 1995 fue convocado desde España para participar en el disco homenaje a Joan Manuel Serrat, Serrat, eres único, donde interpreta la canción «Penélope». Este cover fue un verdadero éxito en las radios y en la televisión, y se terminó convirtiendo en una de las canciones más importantes en la carrera del argentino.
Torres editó su tercer álbum, Luna Nueva, el 17 de diciembre de 1996, dos años después de su primer disco. Los sencillos promocionales de este disco fueron; «Alba», «No lo soñé», «Sé que no volverás» y «Sé que hay algo más». En agosto de 1997 este material fue presentado en vivo a lo largo de ocho actuaciones en el Teatro Ópera. El álbum fue disco de oro inmediatamente de su salida. Luna nueva fue editado simultáneamente con su primer protagónico en el cine junto a la actriz Laura Novoa, en la película La furia, dirigido por Juan Bautista Stagnaro. La película fue la más vista del año en Argentina: 1.300.000 espectadores.
Tal cual es (1999) sería otro éxito, aunque levemente menor que los precedentes. El éxito fue el tema «¿Qué será?», como también la «La última noche» llegando a ser número 20 en España. Ha vendido 556.000 unidades en Latinoamérica,  y ganó el premio Gardel al mejor álbum de artista pop masculino, de 2000. Simultáneamente estrenó su segunda película llamada La venganza nuevamente protagonizando junto a Laura Novoa, siendo también muy vista por el público de ese año.

### 2001-2005: Un mundo diferente
El 20 de noviembre de 2001 llega Un mundo diferente (2001) es un disco de puro optimismo. Editado en uno de los momentos más duros de la Argentina, sus letras llaman a creer en que se puede mejorar. Su primer corte fue «Sueños», seguido por «Color esperanza» (canción coescrita con el cantautor argentino Coti), el mayor éxito musical de Diego, convirtiéndose en un himno del optimismo tanto en países de habla hispana como en países de Europa. El tercer corte de difusión fue «Que no me pierda». Paralelamente, dentro del álbum se encuentra la canción «A través del tiempo», el tema que cierra la placa dedicado a su amigo Fernando Olmedo (fallecido en un accidente automovilístico). El disco vendió más de cinco millones de unidades. También logró 13 Luna Park consecutivos. En 2002, Diego obtiene un premio MTV Latinoamérica como Mejor artista sureste, un Grammy latino como mejor producción del año, y dos premios Gardel como Mejor artista masculino pop y Álbum del año.
.
El 3 de mayo de 2003 cantó "Color esperanza" en Madrid en el Viaje Apostólico del Santo Padre a España, con el Papa Juan Pablo II. Siendo visto por un millón de personas de todo el mundo, y dedicado a su gran amiga Marina Luccane. Ese mismo año participó en la película El juego de Arcibel junto al actor argentino Darío Grandinetti.
En 2004 Diego editó su primer álbum en vivo, Diego Torres MTV Unplugged, el concierto acústico producido y editado en sociedad con la cadena televisiva, permitió a Diego Torres extender sus fronteras. Entre los invitados en el concierto Unplugged figuran Julieta Venegas, Vicentico y La Chilinga. «Cantar hasta morir» es el nombre del primer corte de difusión. Ha vendido más de un millón y medio de unidades. Logró llenar 17 veces el estadio Luna Park. Alcanzó disco de platino en México, Chile, Colombia, Perú, Paraguay y Uruguay, y cuádruple platino en Argentina. También recibió el premio Grammy Latino al Mejor ingeniería de grabación para un álbum, tres premios Gardel a la Realización del año, Mejor álbum artista masculina pop y Personalidad del año, y un MTV Latinoamérica al Mejor artista pop. Además obtuvo una nominación al Grammy americano como Mejor álbum pop latino.
En 2005 recibió el premio Konex como Mejor Solista Masculino de Pop/Balada de la década, otorgado por la Fundación Konex de Argentina a las personalidades/instituciones argentinas más distinguidas en todas las ramas del quehacer nacional.

### 2006-2010: Andando y Distinto
Andando fue el séptimo disco de Diego Torres, que salió a la venta el 15 de agosto de 2006; «Andando», primer sencillo del disco homónimo, en palabras del propio Diego, dice que le gusta ser más observador que ser observado y eso es lo que narra en esta canción. Torres realizó un dueto con el cantante dominicano Juan Luis Guerra en la canción «Abriendo caminos», convirtiéndose en el segundo sencillo. «¿Hasta cuándo?» fue el tercer sencillo del álbum, dedicado a su madre, luego de su fallecimiento. También se destacó «Por la escalera» una canción escrita por Joaquín Sabina y con música de Diego. El disco vendió más de medio millón de copias en todo el mundo.
En el año 2008 comenzó la producción del álbum Todos éxitos a cargo del reconocido cantautor peruano Gian Marco, quien compuso canciones para artistas como Marc Anthony, Gloria Estefan, Obie Bermúdez, Alejandro Fernández y Paulina Rubio. Además, ambos tuvieron a cargo la composición del tema principal para la película ítalo-peruana en 3D llamada Delfín, el cual es interpretado por el cantante argentino. El tema se llamó "La aventura del mar" y fue grabado en portugués e inglés.
En 2010 lanzó el disco Distinto, con ciertas tendencias al rock, el día 4 de mayo. El primer corte de difusión de ese trabajo fue «Guapa», con esta canción Diego llegó al puesto número uno de las radios latinas de Estados Unidos y Puerto Rico, situación que se dio para el artista argentino, después de 7 años. Guapa alcanzó el número 1 en iTunes en México y el sencillo «No alcanzan las flores». Su gira comenzó por Israel e Italia, pasando por Colombia y EE. UU.
El 4 de septiembre de 2010 es invitado por Ivete Sangalo junto a Juanes y otros artistas internacionales a cantar junto a ella en el Madison Square Garden de New York. Luego se presentó en Geba con más de 30.000 espectadores en sus dos presentaciones. Luego fue de gira por el México D. F.
Su último sencillo es «Mi corazón se fue». Este disco alcanzó el disco de platino en Argentina, Colombia, Chile y Perú.
El jueves 11 de noviembre de 2010 recibió un Grammy Latino por Distinto como mejor ingeniería de grabación.

### 2011-2013: Creo en América

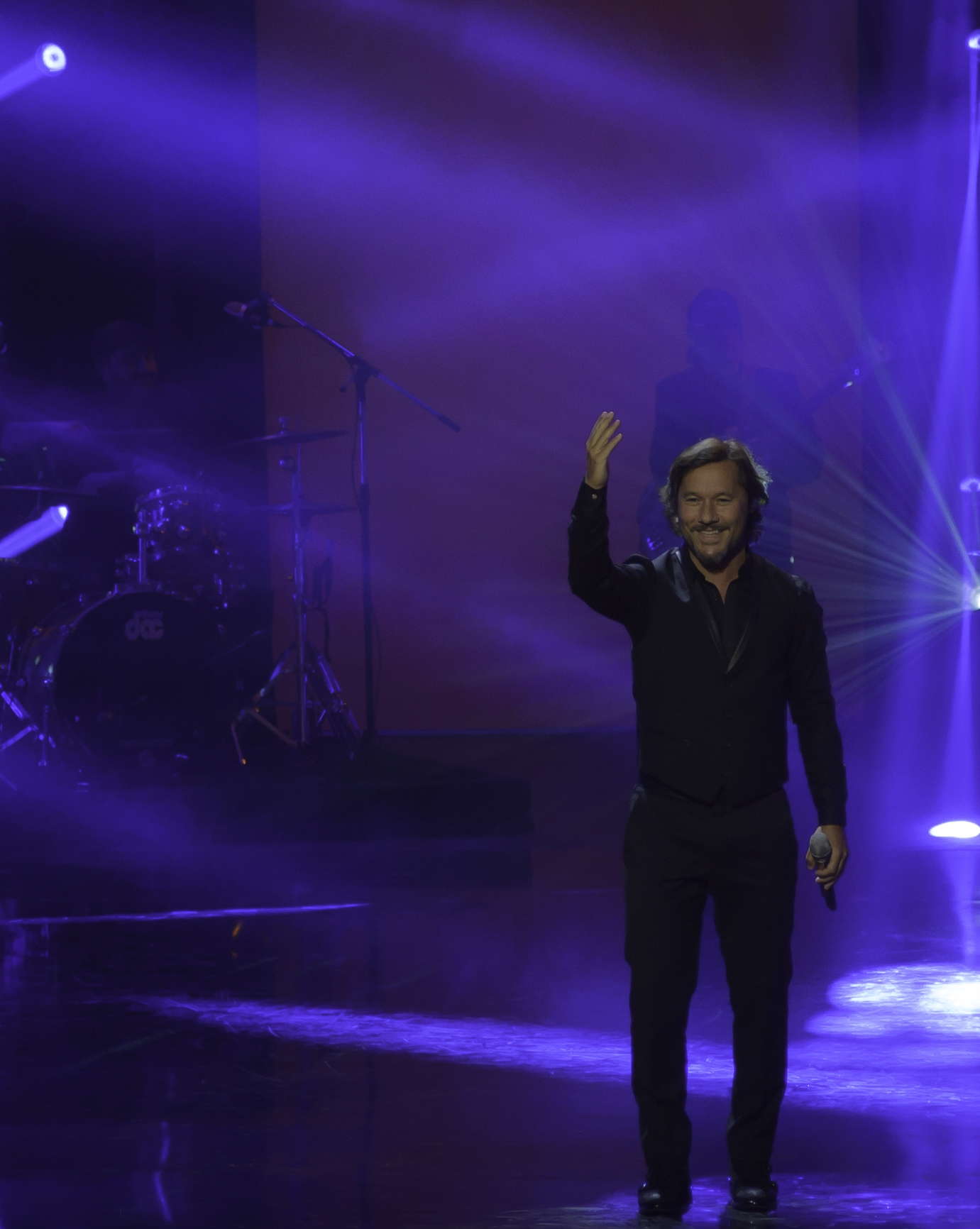
Diego Torres en La III Edición de los Premios Platino del Cine Iberoamericano.

En el año 2011 Diego Torres fue elegido para que cantara la canción de la Copa América 2011 junto a la cantante brasileña Ivete Sangalo y la banda colombiana de Hip hop ChocQuibTown llamada Creo en América la cual ya ha sido todo un éxito en Latinoamérica y se convirtió en una de las canciones más sonadas de 2011.
En 2012 regresa de nuevo al cine en la película Extraños en la noche, del cual se desprende el sencillo Nuevo día, número uno en iTunes en Argentina. La película es una comedia de romance y misterio; junto a la actriz argentina Julieta Zylberberg y al actor argentino Fabián Vena, también significó el debut en cine de su sobrina menor Ángela Torres, dirigida por Alejandro Montiel. Se estrenó el 5 de abril en Argentina y se posicionó entre las 3 películas más vistas en Buenos Aires en su primera semana de estreno.
En 2013 marcó su retorno a la televisión, protagonizando la comedia de Underground Los vecinos en guerra, en el prime time de Telefe junto a Eleonora Wexler.

### 2015-2020:Buena vida
Carlos Santana convoca a Diego a participar en su álbum, DVD corazón, donde interpretó el tema Amor Correspondido, este álbum también incluyó a varios artistas como Romeo Santos, los Cadillacs, Juanes, entre otros. Además, Diego Retoma su carrera cinematográfica, protagonizando Papeles en el viento, junto a Diego Peretti, Pablo Echarri y Pablo Rago.
En junio de 2015 Torres presenta "Hoy es domingo" el primer sencillo de su álbum Buena vida, el cual interpreta junto al panameño Rubén Blades. El 11 de septiembre lanza el sencillo "La vida es un vals" de su álbum "Buena vida", que ya en su primer día es número 1 en iTunes en Argentina. El 9 de octubre saldrá a la venta este álbum esperado en toda Latinoamérica y Europa. La preventa del disco ya es número 1 en Argentina en su primer día.
En octubre de 2015 Torres fue distinguido por la Latin Songwriters Hall Of Fame en Miami en el Salón de la Fama de los Compositores Latinos.
A tan solo 20 días de su lanzamiento "Buena Vida" es disco de oro en Argentina.[cita requerida]
El 19 de julio de 2018 lanzó el sencillo «Un Poquito» junto al colombiano Carlos Vives. La canción en pocos meses alcanzó más de 100 millones de vistas en YouTube y dominó varios charts en Latinoamérica. El 8 de marzo de 2019 publicó un nuevo sencillo, titulado «Esa mujer».

### 2021-2024:Atlántico a pieyMejor que ayer
En 2021 anunció el lanzamiento de un nuevo álbum de estudio, titulado Atlántico a pie. En mayo de 2022 regresó a los escenarios después de dos años de ausencia con una presentación en el Teatro Gran Rex, en la que participaron artistas invitados como Manuel Wirzt, Benja Torres y Doble Valentina.
En 2024 presentó un nuevo trabajo discográfico, titulado Mejor que ayer y compuesto por diez canciones.

## Actividades humanitarias y solidarias
En 2010 Diego Torres fue nombrado embajador de la Buena Voluntad de UNICEF. Se unió al llamamiento mundial para impulsar donaciones para la asistencia a los niños de Haití y sus familias. El cantante, a través de un anuncio de interés público, invitó a sumarse a la campaña de ayuda para las víctimas del terremoto.

### Igualdad de género
En mayo de 2016 se sumó al proyecto No es hora de callar iniciado en Colombia por la periodista Jineth Bedoya contra la violencia sexual. Desde 2016 es también vocero en Latinoamérica de la campaña HeForShe que promueve la igualdad impulsada por ONU Mujeres. La iniciativa solidaria que dio comienzo en 2014 tiene como objetivo acabar con las desigualdades y estereotipos de género y promover el empoderamiento de las mujeres por medio de la participación activa de los hombres como agentes del cambio.

## Discografía
Álbumes de estudio:
- 1992 – Diego Torres
- 1994 – Tratar de estar mejor
- 1996 – Luna Nueva
- 1999 – Tal cual es
- 2001 – Un mundo diferente
- 2006 – Andando
- 2010 – Distinto
- 2015 – Buena vida
- 2021 – Atlántico a pie
- 2024 – Mejor que ayer

Álbum en vivo:
- 2004 – MTV Diego Torres Unplugged
- 2020 – Diego Torres Sinfónico

Otros:
- 1991 – La Marca
- 2008 –  Todos Exitos
- 2011 – Distinto edición especial

## Televisión
| Televisión  | Televisión                    | Televisión             | Televisión         |
| Año         | Título                        | Personaje              | Canal              |
| ----------- | ----------------------------- | ---------------------- | ------------------ |
| 1989 - 1990 | Los otros y nosotros          |                        | El Trece / Canal 9 |
| 1989        | Las comedias de Darío Vittori | Jack                   | Canal 2            |
| 1990        | Atreverse                     | Hernan                 | Telefe             |
| 1991        | El gordo y el flaco           | Diego                  | Telefe             |
| 1991 - 1993 | La banda del Golden Rocket    | Diego                  | El Trece           |
| 2004        | La niñera (Argentina)         | Él mismo               | Telefe             |
| 2011        | Los Únicos                    | Abel                   | El Trece           |
| 2012        | Daños colaterales             | Mariano                | El Trece           |
| 2013 - 2014 | Los vecinos en guerra         | Rafael Crespo          | Telefe             |
| 2015        | La Voz Kids (Colombia)        | Él mismo / Asesor      | Caracol Televisión |
| 2016        | La Voz... México              | Él mismo / Asesor      | Televisa           |
| 2016        | La Voz... España              | Él mismo / Asesor      | Telecinco          |
| 2018        | Talento FOX                   | Él mismo / Jurado      | FOX                |
| 2018        | El host                       | Él mismo               | FOX                |
| 2019 - 2020 | Run Coyote Run                |                        | FOX                |
| 2020        | A otro nivel canta conmigo    | Él mismo / Jurado      | Caracol Televisión |
| 2022        | La Peña de Morfi              | Él mismo               | Telefe             |
| 2022        | Dúos Increíbles               | Él mismo / Concursante | La 1               |
| 2023        | ¿Quién es la máscara?         | Él mismo/Invitado      | Las Estrellas      |
| 2024        | La mujer de mi vida           | Él mismo               | Telemundo          |

## Cine
| Cine | Cine                            | Cine            | Cine                      |
| Año  | Título                          | Personaje       | Director                  |
| ---- | ------------------------------- | --------------- | ------------------------- |
| 1988 | El profesor punk                | Diego           | Enrique Carreras          |
| 1994 | Una sombra ya pronto serás      | Boris           | Héctor Olivera            |
| 1997 | La Furia                        | Marcos Lombardi | Juan Bautista Stagnaro    |
| 1999 | La venganza                     | Pablo Nazareno  | Juan Carlos Desanzo       |
| 2003 | El juego de Arcibel             | Pablo           | Alberto Lecchi            |
| 2012 | Extraños en la noche            | Martín          | Alejandro Montiel         |
| 2014 | Delirium                        | Él mismo        | Carlos Kaimakamian Carrau |
| 2015 | Papeles en el viento            | Mono            | Juan Taratuto             |
| 2017 | Casi leyendas                   | Lucas           | Gabriel Nesci             |
| 2018 | Re loca                         | Pablo           | Martino Zaidelis          |
| 2023 | Dime lo que quieres (de verdad) |                 |                           |

## Teatro
| Teatro    | Teatro                     | Teatro    | Teatro         |
| Año       | Título                     | Personaje | Dirección      |
| --------- | -------------------------- | --------- | -------------- |
| 1990      | Pájaros in the Nait        |           | Ricardo Darín  |
| 1991      | El Zorro                   | Zorro     | Santiago Doria |
| 1991-1992 | La banda del Golden Rocket |           |                |

## Premios y nominaciones
| Año  | Premio                  | Categoría                                          | Trabajo nominado       | Resultado |
| ---- | ----------------------- | -------------------------------------------------- | ---------------------- | --------- |
| 2000 | Premios Gardel          | Mejor artista masculino pop                        | Tal cual es            | Ganador   |
| 2001 | MTV video music awards  | "Mejor video sur"                                  | Sueños                 | Nominado  |
| 2002 | Premios Tu Música       | "Mejor canción"                                    | Color esperanza        | Ganador   |
| 2002 | Premios Tu Música       | "Mejor video internacional"                        | Color esperanza        | Ganador   |
| 2002 | MTV Latinoamérica       | "Mejor videoclip"                                  | Color esperanza        | Ganador   |
| 2002 | MTV Latinoamérica       | "Mejor artista del año"                            | Él mismo               | Nominado  |
| 2002 | MTV Latinoamérica       | "Mejor artista masculino"                          | Él mismo               | Nominado  |
| 2002 | MTV Latinoamérica       | "Mejor artista pop"                                | Él mismo               | Nominado  |
| 2002 | MTV Latinoamérica       | "Mejor artista sureste"                            | Él mismo               | Ganador   |
| 2002 | Grammy Latinos          | "Producción del año"                               | Un mundo diferente     | Ganador   |
| 2002 | Premios Gardel          | Mejor artista masculino pop                        | Un mundo diferente     | Ganador   |
| 2002 | Premios Gardel          | Álbum del año                                      | Un mundo diferente     | Ganador   |
| 2002 | MTV Video Music Awards  | "Mejor video sureste"                              | "Color Esperanza"      | Ganador   |
| 2003 | MTV Latinoamérica       | "Mejor artista pop"                                | Él mismo               | Nominado  |
| 2003 | Grammy                  | "Mejor álbum pop latino"                           | Un mundo diferente     | Nominado  |
| 2004 | MTV Latinoamérica       | "Mejor artista de Argentina"                       | Él mismo               | Ganador   |
| 2004 | MTV Latinoamérica       | "Mejor artista del año"                            | Él mismo               | Nominado  |
| 2004 | MTV Latinoamérica       | "Mejor solista"                                    | Él mismo               | Nominado  |
| 2004 | MTV Latinoamérica       | "Mejor artista pop"                                | Él mismo               | Ganador   |
| 2005 | MTV Latinoamérica       | "Mejor artista del año"                            | Él mismo               | Nominado  |
| 2005 | MTV Latinoamérica       | "Mejor artista pop"                                | Él mismo               | Nominado  |
| 2005 | MTV Latinoamérica       | "Mejor artista masculino"                          | Él mismo               | Nominado  |
| 2005 | Grammy                  | "Mejor álbum pop latino"                           | MTV Unplugged          | Nominado  |
| 2005 | Grammy Latinos          | "Mejor ingeniería de grabación para un álbum"      | MTV Unplugged          | Ganador   |
| 2005 | Grammy Latinos          | "Álbum del año"                                    | MTV Unplugged          | Nominado  |
| 2005 | Premios Gardel          | "Realización del año"                              | MTV Unplugged          | Ganador   |
| 2005 | Premios Gardel          | Mejor álbum artista masculino pop                  | MTV Unplugged          | Ganador   |
| 2005 | Premios Gardel          | Personalidad del año                               | Él mismo               | Ganador   |
| 2005 | Premio Konex de Platino | Mejor Solista Masculino de Pop/Balada de la década | Período 1995-2004      | Ganador   |
| 2006 | MTV Latinoamérica       | Mejor solista                                      | Él mismo               | Nominado  |
| 2006 | MTV Latinoamérica       | Mejor artista sur                                  | Él mismo               | Nominado  |
| 2006 | MTV Latinoamérica       | Mejor artista pop                                  | Él mismo               | Nominado  |
| 2007 | Premios Gardel          | Mejor álbum masculino de pop                       | Andando                | Ganador   |
| 2010 | Grammy Latino           | Mejor álbum pop                                    | Distinto               | Ganador   |
| 2011 | Premios Gardel          | Mejor álbum masculino de pop                       | Distinto               | Ganador   |
| 2011 | Premios Quiero          | Video artista masculino                            | No alcanzan las flores | Nominado  |
| 2012 | Premios Gardel          | Mejor álbum masculino de pop                       | Distinto               | Ganador   |
| 2013 | Premios Tato            | Mejor actor de telecomedia                         | Vecinos en guerra      | Nominado  |
| 2014 | Martín Fierro           | Mejor actor protagónico de telecomedia             | Vecinos en guerra      | Nominado  |
| 2015 | Grammy Latino           | Canción del año                                    | Hoy es domingo         | Nominado  |
| 2015 | La Musa                 | Trayectoria musical                                | Él mismo               | Ganador   |
| 2015 | Premios Sur             | Mejor actor de Reparto                             | Papeles en el viento   | Nominado  |
| 2015 | Premios Quiero          | Mejor video de artista masculino                   | Hoy es domingo         | Nominado  |
| 2016 | Premios Gardel          | Álbum del año                                      | Buena Vida             | Nominado  |
| 2016 | Premios Gardel          | Mejor álbum masculino de pop                       | Buena Vida             | Nominado  |
| 2016 | Grammy Latino           | Grabación del Año                                  | Iguales                | Nominado  |
| 2016 | Grammy Latino           | Álbum del Año                                      | Buena Vida             | Nominado  |
| 2016 | Grammy Latino           | Album Vocal Pop Tradicional                        | Buena Vida             | Nominado  |
| 2017 | Grammy                  | "Mejor álbum pop latino"                           | Buena vida             | Nominado  |
| 2017 | Grammy                  | "Mejor álbum pop tradicional"                      | Atlantico a pie        | Nominado  |